# George Horsburgh
Pas d'image ? Cliquez ici

b Matchs officiels uniquement.
George Brown Horsburgh, né le 27 octobre 1910 à Stirling et mort le 10 mars 1986 à Wandsworth, est un joueur de rugby à XV qui a évolué au poste de deuxième ligne pour l'équipe d'Écosse de 1937 à 1939.

## Biographie
George Horsburgh obtient sa première cape internationale à l'âge de 26 ans le 6 février 1937, à l'occasion d’un match contre l'équipe du pays de Galles. Il évolue pour l'équipe d'Écosse qui remporte la triple couronne en 1938. George Horsburgh connaît sa dernière cape internationale à l'âge de 23 ans le 18 mars 1939, à l'occasion d'un match contre l'équipe d'Angleterre.

## Statistiques en équipe nationale
- 9 sélections avec l'équipe d'Écosse
- Sélections par année : 3 en 1937, 3 en 1938.
- Tournois britanniques de rugby à XV disputés : 1937, 1938, 1939.